# Марье, Жордан
Жордан Марье (фр. Jordan Marié; родился 29 сентября 1991 года в Эпинель, Франция) — французский футболист, полузащитник клуба «Дижон».

## Клубная карьера
Марье — воспитанник клуба «Дижон». 28 января 2013 года в матче против «Ланса» он дебютировал в Лиге 2. 31 января 2014 года в поединке против «Бреста» Жордан забил свой первый гол за «Дижона». В 2016 году помог команде выиграть первенство Второго дивизиона и выйти в элиту. 13 августа в матче против «Нанта» он дебютировал в Лиге 1.